# After Midnight (programa de televisión)
After Midnight es un programa de medianoche estadounidense presentado por Taylor Tomlinson y producido por Stephen Colbert a través de su compañía Spartina Productions, Henry R. Muñoz III a través de su estudio de comedia Funny or Die y el productor ejecutivo de The Late Show with Stephen Colbert, Tom Purcell. Se estrenó el 17 de enero de 2024 en CBS y Paramount+ with Showtime del servicio de transmisión Paramount+, y se transmitirá en el horario anteriormente ocupado por The Late Late Show. Es un reinicio de @midnight.

## Producción
@midnight with Chris Hardwick, a menudo abreviado como @midnight, es un programa de medianoche estadounidense presentado por Chris Hardwick que se transmitió del 21 de octubre de 2013 al 4 de agosto de 2017 en Comedy Central. En febrero de 2023, se informó que la actual cadena de transmisión hermana de Comedy Central, CBS, estaba considerando un reinicio de @midnight para servir como reemplazo de The Late Late Show después del final del período de James Corden. La preproducción de la serie se detuvo debido a los conflictos laborales en Hollywood de 2023.
El 1 de noviembre de 2023, CBS anunció el reinicio bajo el título After Midnight para un estreno a principios de 2024, con Jack Martin retenido como showrunner junto a Eric Pierce. El equipo creativo también está compuesto por el comediante Jo Firestone como escritor principal, con Carrie Byalick y Evelyn McGee Colbert de Spartina Productions, James Dixon, Tom Purcell, Joe Farrell de Funny or Die, Mike Farah, Whitney Hodack, Henry R. Muñoz III y el cocreador de @midnight Jason U. Nadler como productores ejecutivos.
En el episodio de esa noche de The Late Show, Colbert reveló posteriormente a la comediante Taylor Tomlinson como la nueva presentadora del programa. Fue elegida luego de audicionar junto a los comediantes Ricky Velez y X Mayo. Colbert le dijo que consiguió el trabajo durante una llamada de Zoom el día antes de su anuncio público.